# Addie Joss
Pour les articles homonymes, voir Joss.
Adrian Joss, dit Addie Joss, né le 12 avril 1880 et décédé le 14 avril 1911, était un lanceur de la Ligue majeure de baseball avec les Cleveland Bronchos, rebaptisés Naps (futurs Indians), entre 1902 et 1910.

## Carrière
Lanceur durant ses études universitaires pour les Badgers du Wisconsin, il joue pour Toledo (Ohio) en 1900 et 1901 dans une ligues locale. Il se fait remarquer en remportant 25 victoires en 1901 et rejoint les Ligues majeures et les Cleveland Bronchos en 1902. Dès sa première saison, il signe 17 victoires pour 13 défaites et une moyenne de points mérités de 2,77. Il poursuit sa progression et aligne quatre saisons consécutives à plus de 20 victoires par saison de 1905 à 1908. Sa meilleure saison fut celle de 1908 avec 24 victoires pour 11 défaites et une moyenne de points mérités de seulement 1,16. Le 2 octobre 1908, il lance même un match parfait en 74 lancers. Il lance six saisons sous la marque de 2,00 en moyenne de points mérités, et sur l'ensemble de sa carrière, sa moyenne de 1,89 le place au second rang des lanceurs de ligues majeures de l'histoire.
Préparant sa reconversion, il rédigea pendant plusieurs années des articles pour un journal local. Le brusque décès d'Addie Joss à 31 ans fit suite à une méningite. Un match de bienfaisance au profit de la famille de Joss est disputé le 24 juillet 1911. Toutes les plus grandes vedettes du baseball sont présentes sur le terrain pour honorer la mémoire de ce joueur à l'excellente réputation, sur et en dehors des terrains. Cette rencontre préfigure ce que seront les All-Star Game à partir de 1933.
Il est élu au Temple de la renommée du baseball en 1978. Il est le seul joueur du Hall of Fame à ne pas respecter la règle des dix ans de carrière professionnelle, normalement obligatoire pour prétendre être élu. En 1981, Lawrence Ritter et Donald Honig incluent Addie Joss dans leur ouvrage intitulé Les cent meilleurs joueurs de baseball de tous les temps (The 100 Greatest Baseball Players of All Time).